# Cruces (Villa de Cruces)
Cruces[cita requerida] (oficialmente A Nosa Señora da Piedade das Cruces) es una parroquia española del municipio de Villa de Cruces, perteneciente a la provincia de Pontevedra, en la comunidad autónoma de Galicia. En 2022, tenía empadronados 1212 habitantes.